# Seigneurie de Meirás
La seigneurie de Meirás (en espagnol : Señorío de Meirás) est un ancien titre nobiliaire espagnol créé, à caractère viager, le 26 novembre 1975, avec grandesse d'Espagne, pour María del Carmen Polo Martínez-Valdés par le roi Juan Carlos Ier.
Le nom provient du pazo que la famille Franco possédait en Galice et qu'elle utilisait comme résidence privée.
Son unique titulaire devait être María del Carmen Polo y Martínez Valdés, veuve du général Franco. Lorsque celle-ci meurt en février 1988, le titre disparaît. Cependant, quelques mois plus tard, le titre est réclamé par Francisco Franco y Martínez-Bordiú, marquis de Villaverde, petit-fils de la première titulaire, et, n'étant pas réclamé par une personne de la famille qui aurait eu meilleur droit au titre, un mois plus tard, le roi signe un décret par lequel le petit-fils aîné de Franco devient nouveau titulaire de la seigneurie de Meirás. Son titre lui est retiré le 21 octobre 2022 avec l'entrée en vigueur de la loi sur la mémoire démocratique.

## Seigneurs de Meirás
|                              | Titulaire                               | Période                      |
| Création par Juan Carlos Ier | Création par Juan Carlos Ier            | Création par Juan Carlos Ier |
| ---------------------------- | --------------------------------------- | ---------------------------- |
| I                            | María del Carmen Polo Martínez-Valdés   | 1975-1988                    |
| II                           | Francisco Franco y Martínez-Bordiú (es) | 1989-2022                    |